# 온도계

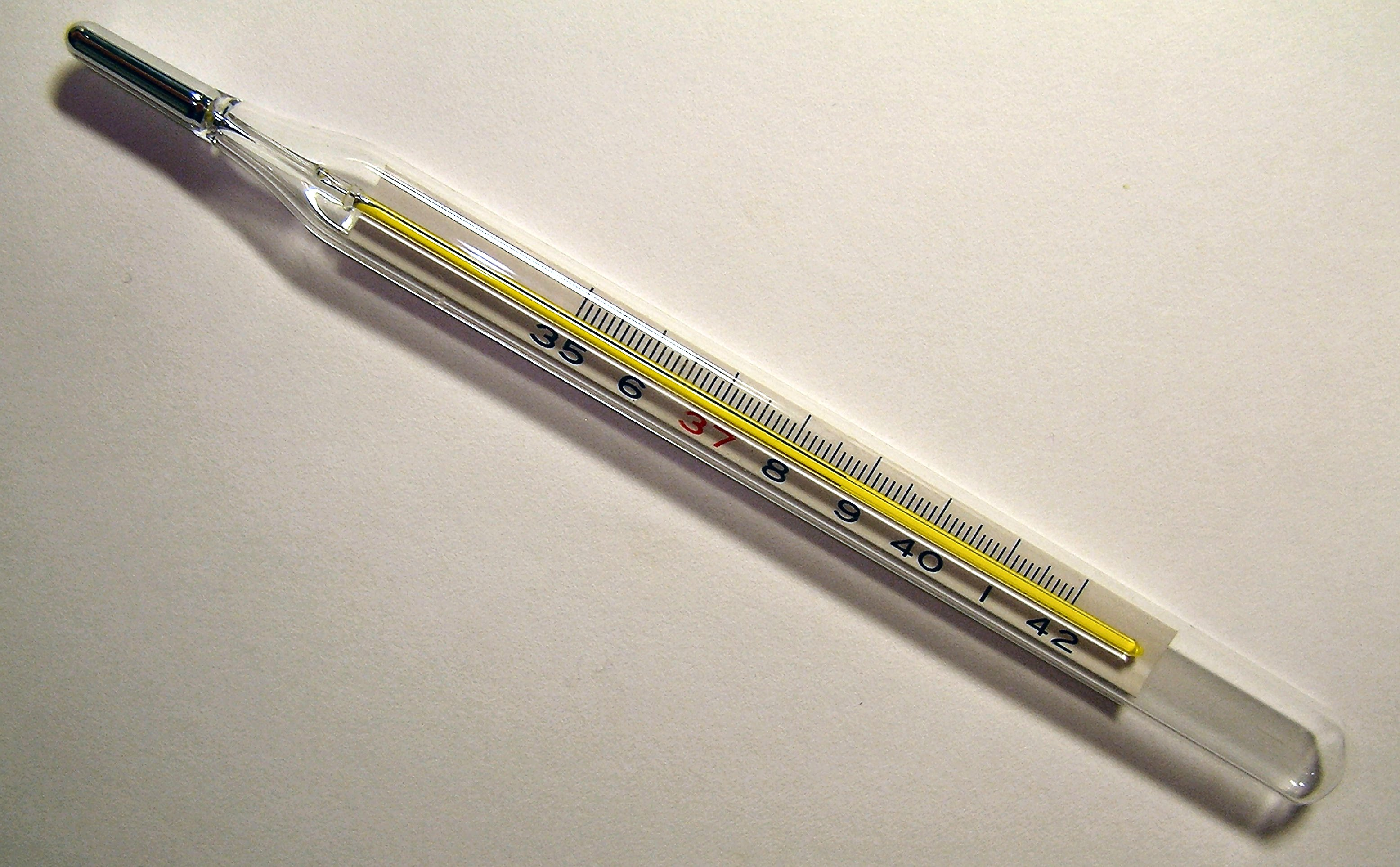
의학용 수은 온도계

온도계(溫度計, 영어: thermometer)는 온도를 측정하는 데 사용되는 기구이다. 
온도를 재는 원리는 주로 온도의 변화에 따른 액체 물질의 열팽창, 즉 부피 변화를 이용한다. 극 고온의 물체는 물체가 내뿜는 가시광선을 이용하여 온도를 측정하기도 한다.
열팽창을 이용한 온도계로는 수은 온도계, 알코올 온도계, 바이메탈 온도계가 있다. 
수은 온도계는 보통 체온계, 지중온도계(땅 속의 온도를 재는 온도계) 등으로 사용되며 좀 더 정확하게 온도를 표시할 수 있으나 열팽창계수가 낮아 눈금을 읽기가 힘들다. 또 어는점이 -30도로 비교적 높기 때문에 고온에서의 측정에 적합하다. 알코올 온도계는 좀 더 부정확하게 온도가 표시되나, 열팽창 계수가 커 눈금을 읽기 용이하여 정밀성 면에서 낫다 할 수 있다. 또, 알코올의 끓는점이 낮으므로 너무 높은 온도를 측정할 때는 온도계가 터질 위험이 있으므로 저온의 온도를 측정하는 데 알맞다. 바이메탈 온도계는 열팽창 계수가 다른 두 물질(일반적으로 황동과 니켈강의 합금이 많다.)을 붙여 그에 따라 휘어지는 정도가 달라지는 것을 이용한 온도계이다.

## 배경 및 역사
자연에 대한 활발한 흥미가 넘치기 시작한 16~17세기에는, 관측에 도움이 되는 여러 가지 기구들이 고안되었다. 그 중에서도 피렌체의 아카데미아 데르 티멘트(실험학회)의 업적은 유명하며, 온도계도 이 그룹들에 의하여 실용화되었다. 이전에는 갈릴레이나 드레벨(1573~1633)이 온도의 고저를 알 수 있는 간단한 온도계를 만들기는 하였지만 대기의 압력이 알려진 이 시대에는 이르러서 비로소 기압변동의 영향을 제거하기 위하여 끝을 봉한 실용적인 알코올 온도계가 만들어졌다. 그 후 기상 관측에는 알코올 온도계가 많이 쓰여 공기의 성질이 점차 해명되었다. )
영국에서 처음으로 알코올 온도계를 사용한 보일은 온도가 일정한 경우의 공기의 압력과 부피의 관계를 발견하였으나 프랑스의 실험 물리학자인 아몽통(G. Amontons, 1663~1705)은 여기서 힌트를 얻어, 밀폐된 공기의 압력 변화로 온도를 알 수 있는 공기온도계를 만들었다. 이 때 공기의 압력과 온도의 관계에 관하여 그가 행한 연구는, 후에 기체의 상태 방정식의 기초가 되는 중요한 것이었다. 이리하여 공기의 역학은 진보하였다.
한편, 발달하기 시작한 광산업에서는 증기기관이 고안되었으며 열 문제는 점점 긴요한 것이 되었다. 18세기가 되자 기술 발달의 영향을 받아, 직공·기계 제작자 출신의 과학자들이 많은 업적을 올렸다. 수은 온도계의 완성도 기계 제작자인 파렌하이트(1687~1736)에 의한 것이다. 수은을 온도계에 쓰려고 하기는 이전부터의 일이었으나 그가 수은의 청정법(淸淨法)을 발견할 때까지는 실용이 되지 못하였다. 또 그는 아몽통의 연구에 자극되어 물체의 여러 가지 열적 성질을 조사하여, 그 결론으로 1724년에 그 때까지 여러 가지로 제안되고 있던 눈금의 정점(定點)을 통일하기 위하여 지금의 화씨 눈금(℉)을 설정하였다. 일반적으로 사용되고 있는 섭씨 눈금(℃)은 그 후 20년쯤 지난 1742년에 스웨덴의 천문학자인 셀시우스(A. Celsius, 1701~1744)가 정한 것이다.

## 종류
온도계는 측정에 이용하는 원리에 따라 다음과 같이 여러 종류로 나눌 수 있다.

### 열팽창을 이용한 온도계
물질은 온도가 변화하면 팽창·수축하기 때문에, 이를 이용해서 온도를 측정할 수가 있다. 
기체의 열팽창을 이용한 것으로서 기체온도계가 있는데 그 취급이 복잡하기 때문에 연구용 등 특별한 목적에 사용되고, 일반적으로는 액체·고체의 열팽창을 이용한 온도계를 사용한다. 
유리 온도계나 부르동관식(Bourdon 管式) 온도계는 알코올 또는 수은의 열팽창을 이용한 것이며, 바이메탈식 온도계는 금속의 열팽창을 이용하고 있다. 수은은 응고점이 －38.9℃, 비등점이 357℃이므로, 보통 수은을 넣어서 만든 유리온도계는 －30 ∼ 360℃ 정도의 범위에서 사용된다. 수은의 윗부분에 고압 가스를 넣은 온도계라면 650℃ 정도까지에 사용할 수 있다. 
알코올 따위의 유기액체(有機液體)를 이용한 온도계는 －100℃에서 200℃까지에 쓰인다. 유리온도계는 들어 있는 액체가 전부 측정하려는 온도로 되었을 때 정확한 온도가 측정되는 점에 주의해야 한다. 예컨대 액체의 온도 측정에서는 수은이나 알코올 등의 감온액(感溫液)이 측정액 속에 전부 들어가 있는 상태에서 눈금을 읽어야 하는 것인데, 실제로는 측정액면 위에 감온액의 끝이 약간 나온 상태에서 눈금을 읽는다. 체온계도 유리온도계의 일종이다. 이것에는 수은이 들어 있는 구부(球部)와 모세부(毛細部)와의 접속부(接續部)에 유점(留點)이라고 하는 매우 가늘게 된 부분이 있다. 체온을 측정한 다음 체온계를 꺼내면 수은의 온도가 떨어지는데, 유점에서 수은이 끊어져서 모세부에 남은 수은은 구부에 되돌아가지 않고 그대로 머물러 있다. 이 수은은 체온계를 흔들어야만 유점의 가느다란 부분을 통해서 주부로 되돌아간다. 
부르동관식 온도계는 감온부(感溫部)와 부르동관과 그 사이를 접속하는 도관(導管)으로 구성되었고, 그 내부에 액체가 가득 들어 있다. 감온부를 측정부(測定部)에 놓으면, 측정부의 온도에 의해서 온도계 속의 액체가 팽창 또는 수축하고, 그것이 압력의 변화로 되어 부르동관에 전달되어 부르동관의 끝이 변위한다. 그 변위는 치차에 의해서 확대되어 지침에 전달된다. 수은을 사용한 것은 －30 ∼ 600℃ 정도의 범위에서 사용되는데, 그 측정정도는 1 ∼ 2%이다. 열팽창 계수가 크게 다른 2종의 금속판을 맞붙인 판을 바이메탈이라고 부른다. 이 판에 가열하면 열팽창 계수가 작은 금속판쪽으로 구부러지는데, 그 구부러지는 정도는 온도에 따라서 변화한다. 이것을 이용하여 온도를 측정하는 것이 바이메탈온도계이다. 이 온도계는 측정 결과를 전기계(電氣系)에 전달하기가 편리하며, 전기다리미 등의 온도 조절에도 이용된다.

### 열전온도계
두 가지의 각각 다른 금속선을 접속했을 때 두 개의 접점 온도가 다르면 기전력이 생겨서 회로에 전류가 흐른다. 이 기전력을 열기전력이라 부르고, 이 열기전력을 이용하기 위해서 사용하는 두 가지의 금속선을 열전대(熱電對)라고 한다. 열전대의 열기전력은 열전대를 구성하는 2종의 금속선의 종류와 두 접점의 온도에 의해서 달라지며, 금속선의 굵기·길이나 두 접점 이외의 온도에는 영향받지 않는다. 따라서 한쪽의 접점을 일정한 온도로 유지하면 열기전력은 다른 접점의 온도만으로 정해진다. 그러므로 그 온도와 열기전력과의 관계를 미리 알아둠으로써 온도를 측정할 수가 있는 것이다. 온도 측정에 사용하는 열전대의 접점을 측온접점이라고 하며, 다른 접점은 일정한 기준온도로 유지하기 때문에 기준접점이라고 한다. 일반적으로 측온접점의 온도가 기준접점의 온도보다 높으므로 기준접점을 가리켜 냉접점이라고도 한다. 실제의 온도 측정에서는 측정 회로에 열전대를 접속해서 전압계로써 열기전력을 측정하여 측온접점의 온도를 알아보는 것이다. 이 경우 S1, S2가 기준접점이 되며, 이 두 접점은 기준 온도로 유지되어야 한다. 흔히 사용되는 열전대는 백금로듐과 백금(PR열전대), 구리와 콘스탄탄(CC열전대) 등이다. 알맞은 열전대를 사용하면 －200∼1,400℃ 범위의 온도 측정이 가능하므로 공업상의 온도 계측에 널리 쓰고 있다.

### 저항온도계
금속선 등의 전기저항은 일반적으로 온도에 따라 변화하므로, 그 관계를 알고 있으면 전기저항을 측정해서 온도를 알 수 있다. 이와 같은 원리의 온도계를 저항온도계라고 한다. 저항체로서는 백금선·니켈선·동선·서미스터 등이 쓰인다. 백금선은 내식성(耐蝕性)이 좋고, 전기저항이 안정되어 있으며, 온도에 의한 저항 변화도 크기 때문에 정밀 온도 측정에 쓰이고 있는데, 그 가격이 비싸다는 단점이 있다. －200∼500℃ 정도의 범위의 온도측정에 사용된다. 300℃ 정도라면 니켈선, 150℃ 이하에는 동선이 쓰인다. 이러한 순금속의 저항선은 온도가 높아지면 전기저항도 증대한다. 그런데 서미스터는 반대로 온도가 상승하면 전기 저항이 줄어든다. 더구나 그 저항 변화가 매우 크고, 약간의 온도 변화에도 저항의 변화가 크게 나타나므로, 정밀한 온도차의 측정에 편리한 것이다. 저항온도계로 온도를 측정하는 경우에는 측온저항체(測溫抵抗體)와 3개의 저항선을 접속한 전기회로가 이용되는 것이다. 이런 전기회로를 휘트스톤 브리지(Wheatstone bridge)라고 하며, 전기저항을 측정하기 위한 방법이다. 브리지의 두 변(邊) R1과 R2는 고정저항이고, R3는 가변저항이다. 브리지의 AB 사이에 전지를, CD 사이에 검류계를 연결하여 R1과 R2의 저항치를 같게 한다. 그렇게 하면 측온저항체의 저항치와 R3의 저항치가 같을 경우, C와 D의 전위가 같게 되어 검류계에 전류가 흐르지 않는다. 그러므로 측온저항체를 측정부에 넣고, 검류계의 지시가 0을 가리키도록 저항 R3를 조절하여 R3의 저항치를 읽으면 그 값이 곧 측온저항체의 저항치이며, 따라서 그 값을 앎으로써 온도를 측정할 수 있다.

### 열방사를 이용한 온도계
고온 물체는 열을 방사한다. 물체의 표면에서 방사되는 열에너지는 그 표면 온도에 따라 다르다. 이것을 이용해서 물체의 표면 온도를 측정하는 온도계를 가리켜 열방사를 이용한 온도계라고 한다. 이런 온도계는 약 1,000℃ 이상의 고온도를 측정하는 데 쓰인다. 태양의 표면 온도가 약 6,000°K라고 알려져 있는 것 등도 이 방식의 온도계로 측정한 결과에 의한 것이다. 용광로 속의 온도를 측정하는 데에는 광고온계(光高溫計)가 쓰인다. 망원경 속에 전구가 있어서, 측온 물체를 볼 경우 물체의 밝기와 전구의 필라멘트의 밝기가 비교되도록 만들어져 있다. 필라멘트에 통하는 전류를 조절해서 필라멘트의 밝기가 물체의 밝기와 같게 되었을 때의 전류를 조사하여, 필라멘트의 온도를 알아봄으로써 물체의 온도도 그와 같은 것으로 보아 온도를 측정하는 방법이다. 필라멘트를 육안으로 보는 대신 광전관(光電管)을 이용하여 자동적으로 측정할 수 있게 만든 것을 광전고온계(光電高溫計)라고 한다 .

## 같이 보기
- 의료용 온도계(체온계)
- 적외선 온도계(영어판)
- 열화상 카메라
- 열전대
- 갈릴레이 온도계